# Karstensens Skibsværft
Karstensens Skibsværft — датское судостроительное и судоремонтное предприятие. Число работающих — 375 (на 2017 год).
Основана в 1917 году, находится в Скагене.
До 1960 года занималось строительством деревянных судов, в основном рыбацких лодок для рыбаков Скагена.

## История
- 1917 – 2011 – На верфи построено более 400 новых зданий.
- 1917 – год основания
- 1960 – начало строительства цельнометаллических судов
- 1970 – верфь куплена компанией Brd. Nippers- værft.
- 1987 – верфь преобразуется в акционерное общество.
- 1991 – начало сотрудничества с DANIDA.
- 1995 – верфь куплена компанией A/S Malerhallen (тогда Nordpaint A/S).
- 2002 – верфь приобретет 50% акций новой компании Nuuk Værft A/S.
- 2003 – верфь продаёт 35 % акций пяти руководителей высшего звена.
- 2007 – ввод в эксплуатацию нового сухого дока, с длиной 135 м, шириной 25 м и глубиной 8,2 м.

## Ассортимент продукции 2011

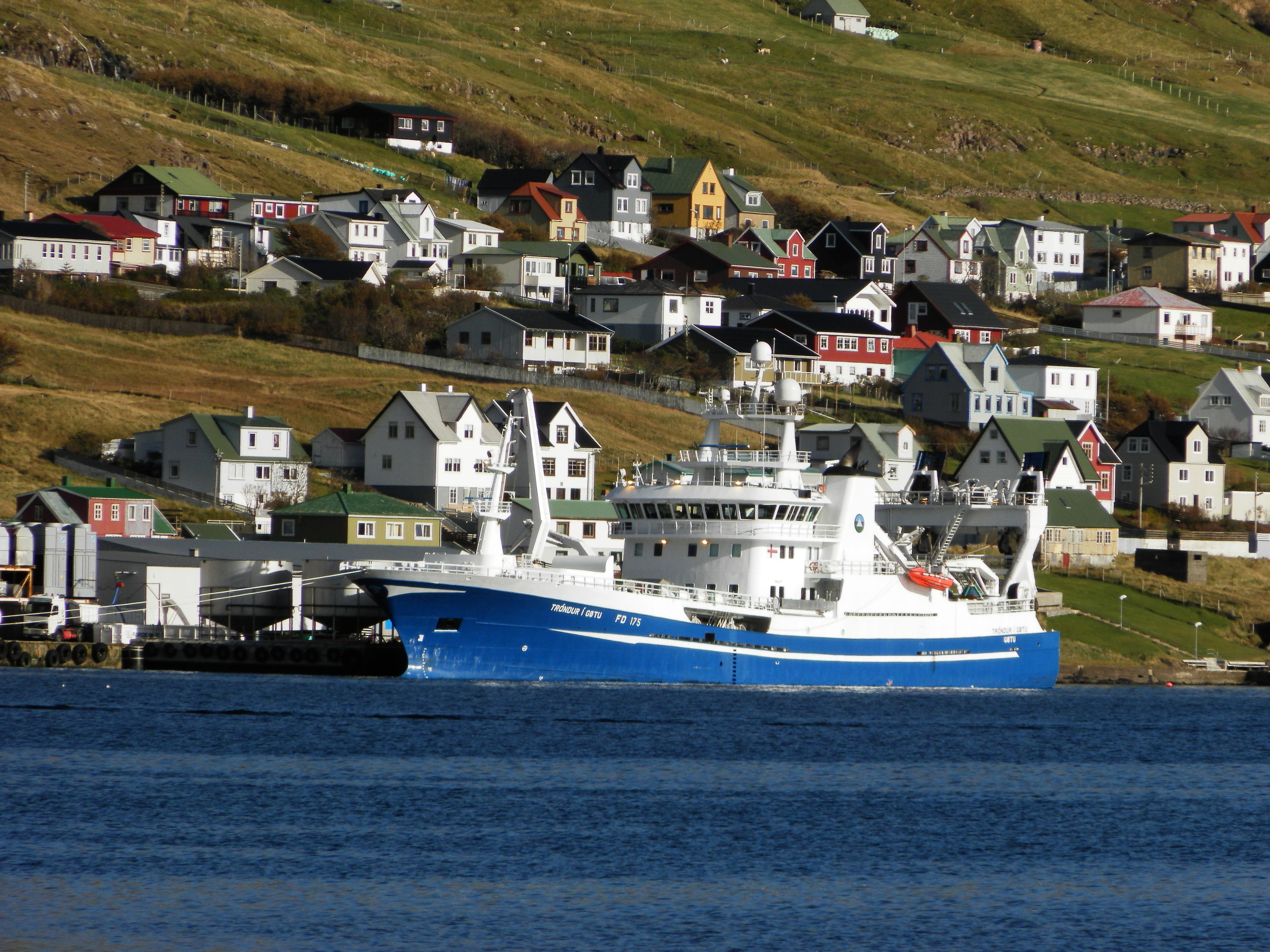
Фарерский траулер Tróndur í Gøtu, построенный на верфи Karstensens в 2010 году

### Продукция
- Рыболовные суда
- Паромы
- Морские судов
- Яхты

### Ремонт
Суда вышеперечисленных классов и др.

## Производственные мощности

### Сухой док
Причальная стенка длиной 225 м, связанная с доком.
Размеры дока: 135 м в длину, 25 м в ширину и 8,2 м в глубину.

### Эллинги
Пять эллингов.

## Внешние ссылки
- Сайт верфи Karstensens